# Ankaran-Sv. Nikolaj
Das Fauna-Flora-Habitat-Gebiet Ankaran-Sv. Nikolaj liegt auf dem Gebiet der Stadt Ankaran im Südwesten Sloweniens. Es handelt sich um ein etwa 7 Hektar großes Salzwiesengebiet an der slowenischen Adriaküste. Das Gebiet enthält unter anderem das einzige Vorkommen des Strand-Leins (Linum maritimum) in Slowenien.

## Schutzzweck

### Lebensraumtypen
Folgende Lebensraumtypen nach Anhang I der FFH-Richtlinie kommen im Gebiet vor:
| EU Code | * | Lebensraumtyp (offizielle Bezeichnung)          | Fläche [ha] |
| ------- | - | ----------------------------------------------- | ----------- |
| 1140    |   | Vegetationsfreies Schlick-, Sand- und Mischwatt | 2,5         |
| 1410    |   | Mediterrane Salzwiesen (Juncetalia maritimi)    | 1,9         |